# Такашур (Балезинский район)
Такашу́р — бывшая деревня в Андрейшурском сельском поселении Балезинского района Удмуртии. Центр поселения — село Андрейшур.
Деревня находится на речке Чубойка — левом притоке реки Чепца (между речками Туга и Пулыбка).
Население — 17 человек в 1961.